# Арру (коммуна)
Арру́ (фр. Arrout, окс. Arrot) — коммуна во Франции, находится в регионе Окситания. Департамент коммуны — Арьеж. Входит в состав кантона Кастийон-ан-Кузеран. Округ коммуны — Сен-Жирон.
Код INSEE коммуны — 09018.

## Население
Население коммуны на 2008 год составляло 69 человек.
| 1962 | 1968 | 1975 | 1982 | 1990 | 1999 | 2008 |
| ---- | ---- | ---- | ---- | ---- | ---- | ---- |
| 36   | 52   | 44   | 47   | 64   | 60   | 69   |

## Экономика
В 2007 году среди 45 человек в трудоспособном возрасте (15—64 лет) 32 были экономически активными, 13 — неактивными (показатель активности — 71,1 %, в 1999 году было 63,2 %). Из 32 активных работали 28 человек (15 мужчин и 13 женщин), безработных было 4 (4 мужчины и 0 женщин). Среди 13 неактивных 4 человека были учениками или студентами, 4 — пенсионерами, 5 были неактивными по другим причинам.